# Marcel Delmas
Ne doit pas être confondu avec Marcel Celmas.
Œuvres principales
- Baisse un peu l'abat-jour (1945)

Marcel Delmas est un librettiste, parolier et scénariste français, né le 1er novembre 1905 à Bordeaux (Gironde) et mort le 27 mai 1974 à Suresnes (Hauts-de-Seine).
Il a été marié à la chanteuse belge Élyane Célis (1914-1962), pour laquelle il a écrit entre autres Baisse un peu l'abat-jour (1945).

## Biographie

### Vie privée
Élyane Célis et Marcel Delmas ont eu un fils, Jean-Michel, né en 1938 et mort prématurément en 1957.

## Œuvre

### Théâtre
- 1943 : Plaisir d'amour, musique de Georges Carry d'après Mozart, Chopin et Lully
- 1947 : Un soir à Vienne, musique de Georges Carry
- 1949 : Miroir aux alouettes, musique de Georges Ghestem

## Chansons
- 1939 : Sans toi, paroles de M. Delmas et Syam (Roger Seiller), musique d'Alex Alstone
- 1941 : Le Vol des hirondelles (valse), paroles de M. Delmas et Jean Rodor, musique de Paul Durand et Jean Coulon
- 1944 : Mona (tango habanera), musique de Tullio Carloni
- 1945 : Baisse un peu l'abat-jour, musique de Henri Bourtayre
- 1945 : Lorsque demain, musique de Henri Bourtayre et Yves Jover
- 1946 : Il m'a dit, musique d'Alex Alstone
- 1946 : Qui le sait ?, musique de Charlys
- 1955 : Inlassablement (tango), musique de Marc Fontenoy
- 1956 : Fête en mon cœur (valse), musique de Lotar Olias
- Celui qui ne viendra jamais, musique de Léo Poll
- Le jardinier est amoureux, musique de Jean Lenoir
- Tu ne m'as pas quittée, musique de Jean Lenoir
- J'ai fermé les yeux, paroles de M. Delmas et Syam, musique de Fred (Ferruccio) Ermini
- Aragonaise, musique de Georges Stalin
- Maria La O, musique d'Ernesto Lecuona
- La Java en mineur, paroles de M. Delmas et Raymond Asso, musique de Léo Poll
- Nuit de garde, musique de Jean Lenoir
- Vous dansez sur mon cœur, musique d'Hippolyte Ackermans
- La Rumba de mes rêves, musique de Georges Lafon
- J'ai embrasse l'amour, musique de Winifred Palmer
- Tendre Boléro, musique de Armando Orefiche Vega
- Mam'zelle Trott'menu, musique de Jack Ledru
- Rêve d'une heure, paroles de M. Delmas et Louis Poterat, musique de Giuseppe Primo
- Dormir une nuit, paroles de M. Delmas et Léo Lelièvre, musique de Henri Bourtayre
- Mirella, paroles de M. Delmas et Syam, musique de Ferruccio (Fred) Ermini
- La Vie par le bon bout, paroles de M. Delmas et Léo Lelièvre, musique de Michel Poggi et Paul Piot
- La cigarette fume, paroles et musique originales de Charles et Nick Kenny
- La Mélodie perdue, paroles de M. Delmas et Jean-Jacques Rivière, musique de Henri Bourtayre et Raymond Lerot
- Papillon, musique d'Émile Deltour et Émile de Radoux

## Distinctions
- prix Aubret 1939[3]